# Dave Fortier
David Edward „Dave“ Fortier (* 17. Juni 1951 in Sudbury, Ontario) ist ein ehemaliger kanadischer Eishockeyspieler, der im Verlauf seiner aktiven Karriere zwischen 1970 und 1979 unter anderem 225 Spiele für die Toronto Maple Leafs, New York Islanders und Vancouver Canucks in der National Hockey League (NHL) sowie 54 weitere für die Indianapolis Racers in der World Hockey Association (WHA) auf der Position des Verteidigers bzw. linken Flügelstürmers bestritten hat.

## Karriere
Fortier begann seine Juniorenkarriere im Jahr 1968 in der Northern Ontario Junior Hockey League (NOJHL), wo er für die Garson Falconbridge Native Sons auflief. Zur Saison 1969/70 wechselte der Verteidiger innerhalb der Liga zu den Chelmsford Canadiens. Nachdem er dort in 43 Einsätzen insgesamt 28 Scorerpunkte gesammelt hatte, wurde er zum besten Abwehrspieler der Spielzeit ernannt und zudem ins First All-Star Team der Liga berufen. Er wechselte daraufhin im Sommer 1970 zu den St. Catharines Black Hawks in die höherklassige Ontario Hockey Association (OHA). Anschließend wurde Fortier im NHL Amateur Draft 1971 in der zweiten Runde von den Toronto Maple Leafs aus der National Hockey League (NHL) ausgewählt.
Vom Beginn der Saison 1971/72 bis Mitte Februar 1973 setzten die Maple Leafs das Nachwuchstalent bei ihrem Farmteam Tulsa Oilers in der Central Hockey League (CHL) ein, ehe sie ihn nach der Verletzung von Brian Glennie in den NHL-Kader beriefen. Im restlichen Saisonverlauf kam Fortier dort zu 23 Einsätzen, in denen er fünfmal punktete. Nachdem Toronto über den Sommer 1973 entsprechend verstärkt hatte, fand sich der Defensivakteur mit Beginn des Spieljahres 1973/74 wieder in der CHL wieder, wo er die Saison bei Torontos neuem Kooperationspartner Oklahoma City Blazers verbrachte. Ende Mai 1974 wurde er schließlich gemeinsam mit Randy Osburn zu den Philadelphia Flyers transferiert, während sich die Maple Leafs im Gegenzug die Dienste von Bill Flett sicherten. Für die Flyers bestritt der Kanadier jedoch kein Spiel, da er einen Monat später im Intra-League Draft von den New York Islanders ausgewählt wurde. Dort avancierte er mit dem Beginn der Saison 1974/75 auf der Position des linken Flügelstürmers zum NHL-Stammspieler. Daran änderte auch der Wechsel zu den Vancouver Canucks im Oktober 1976 nicht, nachdem die Canucks ihn und Ralph Stewart von den Islanders gekauft hatten.
Nach einer Saison an der kanadischen Westküste verließ Fortier die NHL und wechselte als Free Agent in die zu dieser Zeit mit der NHL in Konkurrenz stehenden World Hockey Association (WHA). Dort lief er in der Spielzeit 1977/78 in 54 Partien für die Indianapolis Racers auf und wechselte danach zu den Erie Blades aus der Northeastern Hockey League (NEHL). Er verließ die Blades jedoch noch vor dem Beginn der Playoffs, die das Team später gewann, und beendete im Alter von fast 28 Jahren seine aktive Karriere vorzeitig. Dennoch wurden seine Transferrechte im Rahmen des WHA Dispersal Draft, der aufgrund der Auflösung der WHA im Sommer 1979 durchgeführt wurde, an die Edmonton Oilers abgetreten, die zur Saison 1979/80 in die NHL aufgenommen wurden.

## Erfolge und Auszeichnungen
- 1970 NOJHL Best Defenseman
- 1970 NOJHL First All-Star Team

## Karrierestatistik
(Legende zur Spielerstatistik: Sp oder GP = absolvierte Spiele; T oder G = erzielte Tore; V oder A = erzielte Assists; Pkt oder Pts = erzielte Scorerpunkte; SM oder PIM = erhaltene Strafminuten; +/− = Plus/Minus-Bilanz; PP = erzielte Überzahltore; SH = erzielte Unterzahltore; GW = erzielte Siegtore; 1 Play-downs/Relegation; Kursiv: Statistik nicht vollständig)